# Mont-ras (Castellcir)
Mont-ras és una masia del terme municipal de Castellcir, al Moianès.
Està situada a menys de 250 metres al nord-est del Carrer de l'Amargura, nucli principal actual del poble de Castellcir, al sud-est de Cal Manel i de la Roureda.
S'hi accedeix per la pista rural que des del costat nord del Pavelló Municipal d'Esports mena a Mont-ras en uns 200 metres de fàcil accés.